# Julia Kehr
Julia Dorothea Kehr (* 7. Januar 1970) ist eine deutsche Biologin und Professorin für molekulare Pflanzengenetik an der Universität Hamburg.

## Werdegang
Julia Kehr erhielt ein Diplom in Biologie 1994 an der Justus-Liebig-Universität in Gießen. 1999 promovierte sie am Max-Planck-Institut für Molekulare Pflanzenphysiologie in Potsdam-Golm und arbeitete dort von 2000 bis 2008 als wissenschaftliche Mitarbeiterin und Gruppenleiterin. 2006 habilitierte sie im Gebiet der molekularen Pflanzenphysiologie und arbeitete anschließend als Privatdozentin für Pflanzenphysiologie und Biophysik an der Universität Potsdam. 2008 erhielt sie eine Professur für Biotechnologie an der Polytechnischen Universität in Madrid und hatte die Leitung des Proteomik Labors am Biozentrum für Pflanzengenomik und Biotechnologie inne. Seit 2013 ist Julia Kehr Professorin für molekulare Pflanzengenetik an der Universität Hamburg und erhielt 2014 den Hamburger Lehrpreis der Universität Hamburg. Seit 2015 hat Julia Kehr die Position der Prodekanin für Forschung und Gleichstellung in der Fakultät für Mathematik, Informatik und Naturwissenschaften inne.

## Forschungsschwerpunkte
Julia Kehr forscht an der Aufklärung der Struktur und Funktion von Proteinen und Makromolekülkomplexen in den Langstreckentransportsystemen und ihrer Funktion bei der systemischen Signalweiterleitung bei abiotischem Stress und Infektionen.

## Auszeichnungen und Ehrungen
- Hamburger Lehrpreis 2014
- ERC Synergy Grant des Europäischen Forschungsrates (2014-2018)

## Publikationen (Auswahl)
- P. Hanhart, S. Falke, M. Garbe, V. Rose, M. Thieß, C. Betzel, J. Kehr: Enzyme activity and structural features of three single-domain phloem cyclophilins from Brassica napus. In: Sci Rep. Band 9, 2019, S. 9368.
- J. Kehr, F. Kragler: Long distance RNA movement. In: New Phytologist. Band 218, 2018, S. 29–40.
- P. Hanhart, M. Thieß, K. Amari, K. Bajdzienko, P. Giavalisco, M. Heinlein, J. Kehr: Bioinformatic and expression analysis of the Brassica napus L. cyclophilins. In: Scientific Reports. Band 7, 2017, S. 1514.
- A. Ostendorp, S. Pahlow, L. Krüßel, P. Hanhart, M. Y. Garbe, J. Deke, P. Giavalisco, J. Kehr: Functional analysis of Brassica napus phloem protein and ribonucleoprotein complexes. In: New Phytologist. Band 214, 2017, S. 1188–1197.
- B. D. Pant, A. Buhtz, J. Kehr, W. R. Scheible: MicroRNA399 is a long-distance signal for the regulation plant phosphate homeostasis. In: Plant Journal. Band 53, 2008, S. 731–738.
- A. Buhtz, F. Springer, L. Chappell, D. C. Baulcombe, J. Kehr: Identification and characterization of small RNAs from the phloem of Brassica napus. In: Plant Journal. Band 53, 2008, S. 739–749.